# Qudsaya
Qudsaya (în arabă قدسيا, transliterat: Qudsayā) este un oraș sirian  în Guvernoratul Rif Dimashq și centrul administrativ al districtului Qudsaya. Orașul este situat pe versantul vestic al Muntelui Qasioun, la 7 km vest de Damasc. Potrivit Biroului Central de Statistică al Siriei, Qudsaya avea o populație de 33.571 de locuitori la recensământul din 2004. Adiacent orașului este suburbia modernă Dahiyat Qudsaya.

## Istoric
În timpul războiului civil sirian, orașul a fost luat de rebeli și blocat de guvern în 2012. Un armistițiu care a pus capăt blocadei a fost semnat în noiembrie 2013. Guvernul a plasat orașul sub asediu din nou în iulie 2015, până când s-a ajuns la un acord în noiembrie 2015 pentru ca rebelii să fie transferați în provincia Idlib.  La 12 octombrie 2016, luptători înarmați și-au predat armamentul conform acordului de  capitulare în care aproximativ 150 de luptători rebeli din Qudsaya și al-Hamah vor avea voie să treacă în siguranță în zonele deținute de rebeli din Idlib. Peste 300 de luptători rebeli care au ales să rămână în urmă își vor rezolva cazurile. Acordul a fost încheiat în ziua următoare, rebelii fiind lăsați să plece împreună cu membrii familiilor lor.

## Clima
Qudsaya are un climat semi-arid rece (clasificarea climatică Köppen: „BSk”). Precipitațiile sunt mai mari iarna decât vara. Temperatura medie anuală în Qudsaya este de 15,9 °C (60,6 °F). Aproximativ 258 mm (10,16 in) de precipitații cad anual.
| Date climatice pentru Qudsaya        | Date climatice pentru Qudsaya | Date climatice pentru Qudsaya | Date climatice pentru Qudsaya | Date climatice pentru Qudsaya | Date climatice pentru Qudsaya | Date climatice pentru Qudsaya | Date climatice pentru Qudsaya | Date climatice pentru Qudsaya | Date climatice pentru Qudsaya | Date climatice pentru Qudsaya | Date climatice pentru Qudsaya | Date climatice pentru Qudsaya | Date climatice pentru Qudsaya |
| Luna                                 | Ian                           | Feb                           | Mar                           | Apr                           | Mai                           | Iun                           | Iul                           | Aug                           | Sep                           | Oct                           | Nov                           | Dec                           | Anual                         |
| ------------------------------------ | ----------------------------- | ----------------------------- | ----------------------------- | ----------------------------- | ----------------------------- | ----------------------------- | ----------------------------- | ----------------------------- | ----------------------------- | ----------------------------- | ----------------------------- | ----------------------------- | ----------------------------- |
| Maxima medie °C (°F)                 | 10.8 (51,4)                   | 12.5 (54,5)                   | 16.2 (61,2)                   | 21.2 (70,2)                   | 26.8 (80,2)                   | 31.6 (88,9)                   | 34.0 (93,2)                   | 34.4 (93,9)                   | 30.8 (87,4)                   | 25.9 (78,6)                   | 18.8 (65,8)                   | 13.1 (55,6)                   | 23,01 (73,41)                 |
| Minima medie °C (°F)                 | 1.3 (34,3)                    | 2.0 (35,6)                    | 4.3 (39,7)                    | 7.6 (45,7)                    | 11.1 (52)                     | 14.4 (57,9)                   | 16.1 (61)                     | 16.3 (61,3)                   | 13.5 (56,3)                   | 10.4 (50,7)                   | 6.3 (43,3)                    | 3.1 (37,6)                    | 8,87 (47,96)                  |
| Precipitații mm (inches)             | 60 (2.36)                     | 47 (1.85)                     | 30 (1.18)                     | 15 (0.59)                     | 10 (0.39)                     | 0 (0)                         | 0 (0)                         | 0 (0)                         | 0 (0)                         | 10 (0.39)                     | 31 (1.22)                     | 55 (2.17)                     | 258 (10,16)                   |
| Sursă: Climate-Data.org,Climate data |                               |                               |                               |                               |                               |                               |                               |                               |                               |                               |                               |                               |                               |